# 高季興
楚武信王高季兴（858年—929年），原名高季昌，因避后唐庄宗李存勗祖父李国昌的名讳，改为季兴，字贻孙，陕州硤石县（今河南三门峡市陕州区东南）人，五代十國时期荆南建立者（南平王、秦王），以江陵一城周旋于中原、诸侯之间，长于纵横之术。自称东魏司徒高昂之后。

## 生平
高季兴幼年为汴州商人李七郎（李七郎后为朱全忠义子，改名朱友让）家奴，后为朱友让收为义子，改姓为朱，由此得入军门，为朱全忠亲随牙将，因破凤翔救唐昭宗有功，被唐昭宗授“迎銮毅勇功臣”之号，迁宋州刺史。又随朱全忠扫荡青州，累功升颍州防御使，并復姓高氏。907年朱全忠称帝，建立后梁，授其为荆南节度使。但由于战乱，本来荆南所辖八州只有江陵一城为季昌所领。开平二年，与雷彦恭、马殷、杨行密鏖战，互有胜负。加同中书门下平章事。开平四年，大败马楚于油口。后梁末帝朱友贞乾化三年（913年），被册封为渤海王。是年九月，季昌私造战舰五百艘，招募亡命之徒，与杨吴、前蜀交好，后梁对其失去控制。乾化四年（914年）春正月，季昌試圖攻取前蜀的夔、万、忠、涪四州，結果大敗而還。贞明三年，季昌修筑堤坝以防长江水患，荆南人称高氏堤。龙德元年，季昌命都指挥使倪可福修江陵外城。
同光元年（923年），后唐灭梁，高季昌改名高季兴向后唐称臣，携300骑入朝觐见，升中书令。在唐时建议李存勗攻取前蜀，李存勗认为十分有道理。但险些为后唐所留，季兴丢弃辎重和随从，连夜赶路才侥幸逃脱。回到江陵后，季兴认为李存勗耽于声色，定不能长久，于是修缮城池，招纳梁军旧部，以备万全之策。后唐同光二年（924年），后唐庄宗李存勗为笼络其心，册封其为南平王。随即与后唐一同攻蜀，不克而还。而蜀国仍被灭亡。消息传至荆南，季兴为之前给后唐出计而感到十分懊悔。高季兴在荆南，常截留各国供品，或也为讨得赐物向诸国称臣，反复无常，时称「高赖子」。
其后后唐灭前蜀，未几，又逢后唐的鄴都之變，李存勗被杀，天成元年，季兴趁机向李嗣源要回了夔、忠、万、归、峡五州。高季兴截获蜀地入朝贡物，又厚颜向后唐索地，妄图扩大地盘，后唐明宗李嗣源怒其无耻，罢其官爵，发湖南和蜀地两地兵马来征，荆南不敌，辖地日蹙，求兵于南吴。后因江南雨季，粮草不济，后唐罢兵，方才逃此一劫，此后归顺南吴，得封秦王。后唐明宗天成三年（928年），马楚兴师进攻江陵，季兴不敌。九月，在白田击败楚军。然而后唐又兴兵来攻。十二月十五日（929年1月28日）高季兴病死，时年七十一。葬于江陵城西的龙山乡。其子高从诲继位，重新向后唐称臣，因此后唐始追封高季兴为楚王，谥武信（楚武信王），故南平又被称为北楚。

## 家庭

### 子女

#### 子
1. 文献王高从诲
2. 高从诩
3. 高从诜
4. 高从让
5. 高从谦
6. 四子，皆失名

#### 女
1. 高氏，嫁倪可福子倪知进
2. 五女，皆失名，相传分别在佛华寺、菩提寺、庄严寺、石佛寺、法轮寺出家

## 延伸阅读
[在维基数据编辑]
 《舊五代史/卷133》，出自薛居正《舊五代史》